# Gardnerella (bactérie)
Genre
Gardnerella est un genre de bactéries de la famille des Bifidobacteriaceae.

## Description
Les bactéries du genre Gardnerella ont une paroi proche de celle des bactéries gram-positives, mais la faible épaisseur de celle-ci entraîne une Coloration de Gram variable voire de type gram-négative.

## Liste des espèces
Selon LPSN (11 mai 2024) :
- Gardnerella greenwoodii Sousa et al. 2023
- Gardnerella leopoldii Vaneechoutte et al. 2019
- Gardnerella pickettii Sousa et al. 2023
- Gardnerella piotii Vaneechoutte et al. 2019
- Gardnerella swidsinskii Vaneechoutte et al. 2019
- Gardnerella vaginalis (Gardner & Dukes 1955) Greenwood & Pickett 1980

## Taxonomie
Le nom correct complet (avec auteur) de ce taxon est Gardnerella Greenwood & Pickett 1980.
L'espèce type est : Gardnerella vaginalis (Gardner & Dukes 1955) Greenwood & Pickett 1980.

### Étymologie
L'étymologie du nom de genre Gardnerella est la suivante : Gard.ner.el’la. N.L. fem. dim. n. Gardnerella, nommé d'après Hermann L. Gardner.